# Lukáš Pauschek
Lukáš Pauschek [lukáš paušek] (* 9. prosince 1992, Bratislava) je slovenský fotbalový obránce a bývalý reprezentant, od července 2025 hráč slovenského klubu MFK Zemplín Michalovce. Mimo Slovensko působil na klubové úrovni v Česku. Nastupuje na pozici pravého, levého obránce nebo stopera. S osmi tituly je rekordmanem v počtu získaných ligových primátů ve slovenské nejvyšší soutěži.

## Klubová kariéra
Je odchovancem Slovanu Bratislava, kde působil v mládežnických kategoriích.

### ŠK Slovan Bratislava

#### Sezóna 2010/11
V průběhu jarní části ročníku 2010/11 mu tehdejší trenér „belasých“ Karel Jarolím dal šanci v „áčku“. Ligový debut v dresu prvního týmu si odbyl v 19. kole hraném 25. února 2011 v dreby se Spartakem Trnava (výhra 3:1), odehrál 80 minut. Sezónu 2010/11 završil se Slovanem ziskem ligového titulu a vítězstvím ve slovenském poháru.

#### Sezóna 2011/12
S „belasými“ se představil v odvetě 3. předkola Ligy mistrů UEFA 2011/12 proti mužstvu APOEL FC z Kypru (remíza 0:0 venku a prohra 0:2 doma) a po vypadnutí s tímto soupeřem byl jeho klub přesunut do čtvrtého předkola – play-off Evropské ligy UEFA 2011/12, v němž se Slovanem senzačně postoupil přes italský tým AS Řím po výhře 1:0 doma a remíze 1:1 venku do skupinové fáze Evropské ligy. S bratislavským mužstvem byl zařazen do základní skupiny F, kde v konfrontaci s celky Athletic Bilbao (Španělsko), FC Red Bull Salzburg (Rakousko) a Paris Saint-Germain FC (Francie) skončil s klubem se ziskem jednoho bodu na čtvrtém místě a do jarní vyřazovací fáze s ním nepostoupil.

#### Sezóna 2012/13
V létě 2012 o jeho služby projevila zájem pražská Sparta, ale transfer nakonec nedopadl. Za „belasé“ nastoupil ve druhém předkole EL, kde Slovan vypadl díky pravidlu venkovních gólů po remízách 1:1 doma a 0:0 venku s maďarským celkem Videoton FC. Svůj první a zároveň jediný gól v sezoně dal 10. 3. 2013 proti týmu FC Nitra, když v 89. minutě krátce po svém příchodu na hrací plochu zvyšoval na konečných 3:0. V ročníku 2012/13 získal se Slovanem Bratislava „double“, čili ligový titul a triumf v domácím poháru

### AC Sparta Praha
V červnu 2013 se dohodl na přestupu do Česka, kde podepsal čtyřletý kontrakt se Spartou Praha. V soutěžním zápase debutoval v prvním utkání druhého předkola Evropské ligy UEFA 2013/14 18. července 2013 proti hostujícímu švédskému celku BK Häcken, se Spartou neudržel dvoubrankové vedení a remizoval 2:2. V odvetě nenastoupil, pražské mužstvo následně o týden později prohrálo na hřišti soupeře v poměru 0:1 a jeho klub z této soutěže vypadl. V lize neodehrál za tento celek žádné střetnutí. Nastoupil však ke dvěma duelům v domácím poháru, který Sparta v sezoně 2013/14 vyhrála a Pauschek se tak stal jeho držitelem, i když na jaře 2014 hostoval v Bohemians.

### Bohemians Praha 1905 (hostování)
V lednu 2014 odešel na půlroční hostování bez opce do týmu Bohemians Praha 1905. Ligový debut v dresu „Bohemky“ zaznamenal 22. února 2014 v 17. kole v souboji s mužstvem 1. FK Příbram, odehrál celých devadesát minut, ale porážce 0:1 na hřišti soupeře nezabránil. Před sezonou 2014/15 prodloužil v klubu hostování o rok. V létě 2015 bylo jeho hostování prodlouženo opět o jednu sezonu., ale již po půl roce změnil dres. Za Bohemians Praha 1905 odehrál celkem 56 ligových zápasů, ve kterých se střelecky neprosadil.

### FK Mladá Boleslav
V zimním přestupovém období ročníku 2015/16 přestoupil společně s Tomášem Přikrylem ze Sparty do týmu FK Mladá Boleslav jako součást výměny za Ondřeje Zahustela, Pauschek uzavřel s týmem kontrakt do léta 2019.

#### Sezóna 2015/16
Svůj první start v lize v dresu Boleslavi absolvoval v 18. kole proti Spartě (prohra 0:2), tedy proti svému bývalému mužstvu. Na hrací ploše vydržel do 53. minuty než ho vystřídal Jan Kalabiška. Na jaře 2016 došel s Mladou Boleslaví až do finále českého poháru, kde s FK porazil na Stadionu Na Stínadlech klub FK Jablonec v poměru 2:0 a získal s ním tak tuto trofej.

#### Sezóna 2016/17
S Mladou Boleslaví se představil ve třetím předkole Evropské ligy UEFA 2016/17, kde se svým celkem vypadl s týmem FK Škendija z Makedonie po prohře venku 0:2 a výhře doma 1:0. V Českém poháru tentokrát s Boleslaví vypadl v semifinále s mužstvem SFC Opava po prohře v poměru 0:2.

#### Sezóna 2017/18
Za Mladou Boleslav i tentokrát nastoupil v předkolech Evropské ligy, kde s FK tentokrát přešel po výhrách venku 3:2 a doma 2:0 přes irské mužstvo Shamrock Rovers FC a následně vypadlo ve třetím předkole s albánským klubem KF Skënderbeu Korçë po výhře doma 2:1 a prohře venku 1:3 po prodloužení. Svoji první a zároveň jedinou branku v sezoně vsítil ve 20. kole hraném 10. 3. 2018 v souboji se Zbrojovkou Brno, když ve 30. minutě zvyšoval na konečných 3:0. V lednu 2019 v Boleslavi skončil a byl následně bez angažmá.

### ŠK Slovan Bratislava (návrat)

#### Sezóna 2019/20
V létě 2019 dostal možnost trénovat s tehdy druholigovou juniorkou neboli rezervou „belasých“, se kterou se připravoval po zranění. V říjnu téhož se Slovanem uzavřel kontrakt na půl roku. Obnovenou ligovou premiéru v dresu prvního týmu „belasých“ absolvoval ve 14. kole proti týmu FK Senica (výhra 2:0), na hřiště přišel v 83. minutě namísto Jurije Medveděva. V lednu 2020 podepsal se Slovanem Bratislava novou smlouvu platnou na 2,5 roku. „Belasým“ pomohl k obhajobě titulu z předešlé sezony 2018/19. Se Slovanem ve stejném ročníku triumfoval i ve slovenském poháru a získal tak s mužstvem „double“.

#### Sezóna 2020/21
Za Slovan odehrál zápas druhého předkola Evropské ligy UEFA 2020/21 proti finskému klubu Kuopion Palloseura, se kterým po prohře 1:2 po penaltovém rozstřelu společně se svými spoluhráči ze soutěže vypadl. Na jaře 2021 vybojoval se Slovanem ligový primát, který byl pro klub již třetí v řadě. Zároveň s týmem získal podruhé za sebou po výhře 2:1 po prodloužení nad celkem MŠK Žilina domácí pohár a mužstvu pomohl poprvé v jeho historii k obhájení doublu.

#### Sezóna 2021/22
V prvním předkole Ligy mistrů UEFA 2021/22 nehrál, jeho spoluhráči po domácím vítězství 2:0 a venkovní prohře 1:2 postoupili přes Shamrock Rovers z Irska. Ve druhém předkole již nastoupil, avšak se Slovanem vypadl se švýcarský klub BSC Young Boys z Bernu (remíza 0:0 doma a prohra 2:3 venku) a byl s ním přesunut do předkol Evropské ligy UEFA 2021/22. V nich nejprve vyřadil s bratislavským týmem gibraltarský celek Lincoln Red Imps FC po venkovním vítězství 3:1 a remíze 1:1 doma, avšak ve čtvrtém předkole - play-off nestačil na Olympiakos Pireus z Řecka (prohra 0:3 venku a remíza 2:2 doma) a do skupinové fáze této soutěže s ním nepostoupil. Se spoluhráči však byli zařazeni do základní skupiny F Evropské konferenční ligy UEFA 2021/22, kde v konfrontaci se soupeři: FC Kodaň (Dánsko) - (prohry doma 1:3 a venku 0:2), PAOK Soluň (Řecko) - (remízy venku 1:1 a doma 0:0) a stejně jako v kvalifikaci s Lincolnem Red Imps - (výhry doma 2:0 a venku 4:1) skončili na třetím místě tabulky, což na postup do jarní vyřazovací fáze nestačilo. Pauschek v této sezóně pohárové Evropy odehrál osm zápasů. V ročníku 2021/22 pomohl svému zaměstnavateli již ke čtvrtému titulu v řadě, což Slovan dokázal jako první v historii slovenského fotbalu.

#### Sezóna 2022/23
V létě 2022 uzavřel s vedením nový dvouletý kontrakt. Se Slovanem postoupili po domácí remíze 0:0 a venkovním vítězství 2:1 po prodloužení přes Dinamo Batumi z Gruzie do druhého předkola Ligy mistrů UEFA 2022/23, v němž však nestačili po výhře 2:1 venku a prohře 1:4 doma na maďarský celek Ferencvárosi TC z hlavního města Budapešti. Následně nepřešli ani po přesunu do třetího předkola Evropské ligy UEFA 2022/23 přes Olympiakos Pireus z Řecka (remíza 1:1 venku a prohra 2:3 doma po penaltovém rozstřelu), avšak se spoluhráči hráli ještě ve čtvrtém předkole - play-off Evropské konferenční ligy UEFA 2022/2023 proti bosenskému týmu HŠK Zrinjski Mostar, kde po venkovní prohře 0:1 a výhře 3:1 po rozstřelu z pokutových kopů vybojovali postup do skupinové fáze této soutěže. Se Slovanem Bratislava byli zařazeni do základní skupiny H, kde v konfrontaci se soupeři: FC Basilej (Švýcarsko) - (výhra 2:0 venku a remíza 3:3 doma), FK Žalgiris (Litva) - (remíza 0:0 doma a výhra 2:1 venku) a FC Pjunik Jerevan (Arménie) - (prohra 0:2 venku a výhra 2:1 doma) s ním postoupili se ziskem 11 bodů jako vítěz skupiny poprvé v novodobé historii Slovanu do jarní vyřazovací fáze některé evropské pohárové soutěže. V něm nenastoupil, jeho spoluhráči vypadli po penaltovém rozstřelu v osmifinále s Basilejí. Pauschek celkem v této sezoně pohárové Evropy odehrál 12 utkání, ve kterých dal jeden gól, konkrétně v základní skupině s Basilejí. Na konci ročníku získal se Slovanem Bratislava titul, který byl pro mužstvo již historicky pátý v řadě.

#### Sezóna 2023/24
Se Slovanem postoupili přes lucemburský klub FC Swift Hesper (remíza 1:1 doma a výhra 2:0 venku) a celek Zrinjski Mostar z Bosny a Hercegoviny (výhra 1:0 venku a remíza 2:2 doma) do třetího předkola Ligy mistrů UEFA 2023/2024, ve kterém vypadli po prohrách 1:2 doma a 1:3 venku s izraelským týmem Makabi Haifa FC a byli přesunuti do čtvrtého předkola - play-off Evropské ligy UEFA 2023/2024, ve kterém nehrál, jeho spoluhráči nepostoupili po domácí výhře 2:1 a prohře 2:6 venku přes mužstvo Aris Limassol z Kypru a kvalifikovali se tak do skupinové fáze Evropské Konferenční ligy UEFA 2023/2024. Se Slovanem Bratislava byli zařazeni do základní skupiny A, kde v konfrontaci s kluby Lille OSC (Francie) - (prohra 1:2 venku a remíza 1:1 doma), NK Olimpija Lublaň (Slovinsko) - (výhra 1:0 venku a prohra 1:2 doma) a KÍ Klaksvík (Faerské ostrovy) - (výhry doma i venku 2:1). skončili se ziskem deseti bodů na druhém místě tabulky a podruhé za sebou postoupili do jarní vyřazovací části této soutěže. V ní však vypadli se spoluhráči již v šestnáctifinále po prohrách 1:4 venku a 0:1 doma se Sturmem Graz z Rakouska. Celkem v této sezoně pohárové Evropy nastoupil Pauschek k 11 střetnutím, v nichž gól nedal. Poprvé v ročníku a zároveň po návratu do Slovanu Bratislava v lize vstřelil branku v 10. kole proti týmu AS Trenčín (výhra 2:0). V květnu 2024 podepsal se Slovanem Bratislava novou smlouvu na dobu jednoho roku. Na jaře 2024 pomohl Slovanu k šestému ligovému titulu v řadě a celkově jubilejnímu 30. v historii mužstva.

#### Sezóna 2024/25
Se Slovanem Bratislava se na podzim 2024 poprvé v historii klubu dostal do hlavní části Ligy mistrů UEFA 2024/2025, v předkolech tohoto Evropského poháru však kvůli zranění nastoupil jen ke dvoum zápasům. V ligové fázi tehdy hrající se novým formátem se se spoluhráči střetli s týmy Manchester City FC (Anglie) - (prohra 0:4 doma), FC Bayern Mnichov (Německo) - (prohra 1:3 venku), Atlético Madrid (Španělsko) - (prohra 1:3 venku), AC Milán (Itálie) - (prohra 2:3 doma), GNK Dinamo Záhřeb (Chorvatsko) - (prohra 1:4 doma), Celtic FC (Skotsko) - (prohra 1:5 venku), VfB Stuttgart (Německo) - (prohra 1:3 doma) a Girona FC (Španělsko) - (prohra 0:2 venku) a v konečné tabulce složené ze všech mužstev postoupivších do ligové fáze skončili na 35. místě a do vyřazovací fáze nepostoupili. Celkem v této sezoně pohárové Evropy odehrál Pauschek tři utkání, v nichž gól nedal. Na jaře 2025 vybojoval se Slovanem Bratislava po domácí výhře 4:3 nad celkem MŠK Žilina sedmý ligový titul v řadě. V květnu 2025 ve Slovanu po vypršení kontraktu skončil.

### MFK Zemplín Michalovce
V létě 2025 zamířil na Slovensku do Zemplínu Michalovce, se kterým uzavřel dvouletý kontrakt s opcí na 12 měsíců.

## Klubové statistiky
Aktuální k 18. květnu 2025
| Sezona    | Klub                   | Soutěž             | Zápasy | Góly |
| --------- | ---------------------- | ------------------ | ------ | ---- |
| 2010/2011 | ŠK Slovan Bratislava   | Corgoň liga        | 12     | 0    |
| 2011/2012 | ŠK Slovan Bratislava   | Corgoň liga        | 14     | 0    |
| 2012/2013 | ŠK Slovan Bratislava   | Corgoň liga        | 25     | 1    |
| 2013/2014 | AC Sparta Praha        | Gambrinus liga     | 0      | 0    |
| 2013/2014 | Bohemians 1905 (host.) | Gambrinus liga     | 13     | 0    |
| 2014/2015 | Bohemians 1905 (host.) | Synot liga         | 28     | 0    |
| 2015/2016 | Bohemians 1905 (host.) | Synot liga         | 15     | 0    |
| 2015/2016 | FK Mladá Boleslav      | Synot liga         | 5      | 0    |
| 2016/2017 | FK Mladá Boleslav      | ePojisteni.cz liga | 22     | 0    |
| 2017/2018 | FK Mladá Boleslav      | HET liga           | 29     | 1    |
| 2018/2019 | FK Mladá Boleslav      | Fortuna:Liga       | 19     | 0    |
| 2019/2020 | ŠK Slovan Bratislava   | Fortuna liga       | 9      | 0    |
| 2020/2021 | ŠK Slovan Bratislava   | Fortuna liga       | 25     | 0    |
| 2021/2022 | ŠK Slovan Bratislava   | Fortuna liga       | 14     | 0    |
| 2022/2023 | ŠK Slovan Bratislava   | Fortuna liga       | 13     | 0    |
| 2023/2024 | ŠK Slovan Bratislava   | Niké liga          | 25     | 1    |
| 2024/2025 | ŠK Slovan Bratislava   | Niké liga          | 10     | 0    |
| 2025/2026 | MFK Zemplín Michalovce | Niké liga          |        |      |

## Reprezentační kariéra

### U21
Lukáš Pauschek působil v mládežnické reprezentaci Slovenska do 21 let, debutoval v roce 2011. Figuroval v kádru slovenského reprezentačního výběru U21 vedeného trenérem Ivanem Galádem v kvalifikaci na Mistrovství Evropy hráčů do 21 let 2013 v Izraeli, ve které se Slovensko probojovalo do baráže proti Nizozemsku. Pauschek nastoupil v obou barážových zápasech, které skončily shodnou prohrou 0:2.
S týmem U21 vyhrál v následujícím kvalifikačním cyklu 3. kvalifikační skupinu (zisk 17 bodů) před druhým Nizozemskem (16 bodů), což znamenalo účast v baráži o Mistrovství Evropy hráčů do 21 let 2015 v České republice.

### A-mužstvo
6. srpna 2012 byl poprvé nominován trenérskou dvojicí Stanislav Griga a Michal Hipp do A-mužstva pro přátelský zápas proti domácímu Dánsku, v tomto zápase nastoupil na postu levého obránce, Slovensko zvítězilo 3:1. V únoru 2013 byl nominován pro další přátelský zápas s domácí Belgií. Nastoupil do druhého poločasu, Slovensko sahalo po remíze, ale nakonec utkání prohrálo 1:2 gólem Driese Mertense z 90. minuty.
V březnu 2013 figuroval v nominaci slovenského národního týmu pro kvalifikační zápas s Litvou (22. března) a přátelské utkání se Švédskem (26. března, oba zápasy měly dějiště v Žilině na stadiónu Pod Dubňom). Nastoupil pouze ve druhém utkání proti Švédsku, které skončilo bezbrankovou remízou. Svůj čtvrtý start v reprezentačním A-mužstvu absolvoval 7. června 2013 proti Lichtenštejnsku, šlo o kvalifikační utkání na MS 2014 (remíza 1:1).

### Reprezentační zápasy
Zápasy Lukáše Pauscheka v A-týmu slovenské reprezentace
| 2012                 | 1 | 0 |
| 2013                 | 3 | 0 |
| 2014                 | 0 | 0 |
| 2015                 | 0 | 0 |
| 2016                 | 1 | 0 |
| 2017                 | 0 | 0 |
| 2018                 | 0 | 0 |
| 2019                 | 0 | 0 |
| 2020                 | 0 | 0 |
| 2021                 | 1 | 0 |
| Celkem               | 6 | 0 |
| Platí k 31. 10. 2024 |   |   |